# 阿塞拜疆—巴拉圭關係
阿塞拜疆－巴拉圭关系是指阿塞拜疆和巴拉圭之間的雙邊關係。

## 政治交流
冷战时期的巴拉圭政府奉行反共主义，不与除南斯拉夫以外其余任何社会主义国家建立外交关系。受此政策的影响，巴拉圭在冷战期间也从未与苏联建立外交关系，因此，巴拉圭亦与从属于苏联的阿塞拜疆苏维埃社会主义共和国交流甚少，直到1991年苏联解体后两国才开始加强交流。
2004年4月20日，阿塞拜疆与巴拉圭建立大使级外交关系。
2005年，巴拉圭开始向阿塞拜疆派遣大使，由驻俄罗斯大使兼任直至2019年。
2012年，阿塞拜疆开始向巴拉圭派遣大使，由驻阿根廷大使兼任。
2014年，阿塞拜疆国民议会与巴拉圭共和国国民议会建立了友好小组。
2019年2月，巴拉圭在土耳其首都安卡拉设立大使馆，并兼辖阿塞拜疆。同年3月，阿塞拜疆外交部长埃爾馬爾·馬梅季亞羅夫出访巴拉圭，阿塞拜疆政府亦在亚松森设立名誉领事馆。

## 经济

### 双边贸易
据阿塞拜疆国家统计委员会统计，2020年，巴拉圭共向阿塞拜疆出口了117.1万美元。而阿塞拜疆几乎未向巴拉圭出口产品。巴拉圭外交部长欧克里得·阿塞维多则表示，希望与作为石油和天然气生产国的阿塞拜疆加强关系，并期许阿塞拜疆共和国国家石油公司可以与巴拉圭石油公司能夠發現合作機會、投資可能性和雙邊交流。